# Sisyphus medicus
Sisyphus medicus är en skalbaggsart som beskrevs av Gilbert John Arrow 1931. Sisyphus medicus ingår i släktet Sisyphus och familjen bladhorningar. Inga underarter finns listade i Catalogue of Life.